# Smeraldo (sommergibile)
Lo Smeraldo è stato un sommergibile della Regia Marina.

## Storia
Dopo l'ultimazione fu stanziato a Taranto, alle dipendenze dell'Ispettorato Sommergibili, compiendo – terminato il periodo di addestramento – un viaggio nel bacino orientale del Mediterraneo (1934).
Nel 1935 fu destinato quale capo unità alla VII Squadriglia Sommergibili di Messina (CC Crescenzo Renzulli), e l'anno successivo, passato agli ordini del CC Vittorio Amedeo Prato, fu trasferito alla IX Squadriglia, sempre con base nel porto siciliano. Nel 1938,  fu invece dislocato a Taranto, in seno alla 43ª Squadriglia (IV Grupsom).
Prese clandestinamente parte alla guerra di Spagna con una singola missione, dal 25 agosto al 6 settembre 1937, nelle acque di Capo Palos, al comando del capitano di corvetta Mario Canò: la missione non diede risultati.
Il 10 giugno 1940, data dell'ingresso dell'Italia nel secondo conflitto mondiale, si trovava a Tobruk, inquadrato nella 61ª Squadriglia Sommergibili (VI Gruppo) e al comando del tenente di vascello Carlo Todaro.
Già il 10 giugno partì per la prima missione, una sessantina di miglia ad ovest di Alessandria d'Egitto. L'11 giugno, intorno all'una di notte, fu il primo sommergibile italiano a lanciare un siluro nel corso del conflitto: bersaglio era un trasporto che viaggiava sotto scorta, e l'arma non fece centro causa il maltempo ed il mare agitato. Il 20 giugno lo Smeraldo fece ritorno a Tobruk.
Partito il 3 luglio per la seconda missione (tra l'isolotto di Gaudo, nei pressi di Creta, e Derna), nella notte fra il 7 e l'8 del mese fu individuato da navi britanniche e bombardato con circa duecento cariche di profondità (la più pesante caccia compiuta ai danni di un sommergibile italiano): si aprirono vie d'acqua ed uno dei motori elettrici fu messo fuori uso, ma il sommergibile riuscì infine, sia pur con seri danni, ad eludere la caccia. Rientrato a Tobruk, si trasferì ad Augusta per le riparazioni, non effettuabili per le scarse attrezzature di cui era dotata la base libica.
Rimase in arsenale per i lavori dal 15 luglio fino al 2 dicembre.
Il 15 dicembre iniziò la successiva missione tra le acque prospicienti la Cirenaica e l'Egitto (più precisamente tra Ras el Tin e Marsa Matruh), ma fece ritorno alla base il 22 senza aver avvistato unità avversarie.
Il 16 gennaio partì per portarsi al largo di Malta, ma due giorni dopo fece forzatamente ritorno ad Augusta a causa di un guasto alle batterie. Nel corso dei lavori di riparazione (che videro la sostituzione delle batterie) il tenente di vascello Todaro cedette il comando al tenente di vascello Vincenzo D'Amato.
Il 15 marzo, ritornato operativo, fu inviato nel canale di Cerigotto (tra Creta ed il Peloponneso) e l'indomani individuò un convoglio di 7 mercantili con la protezione di un incrociatore ed alcuni cacciatorpediniere (a nordovest di Alessandria), ma non poté attaccare perché troppo distante. Il 18 manovrò per attaccare un'unità minore ma questa lo avvistò e cercò di speronarlo: scampato per un soffio alla collisione, lo Smeraldo dovette allontanarsi in immersione. Tornato il 22 marzo a Lero, fu dislocato in tale base.
L'8 aprile fu inviato a meridione di Creta e fece ritorno otto giorni più tardi, senza risultati. Il 23 aprile assunse il comando dell'unità il tenente di vascello Bartolomeo La Penna.
Il 29 maggio partì per portarsi a sudovest di Capo Krio e fece ritorno dopo cinque giorni: un'altra missione infruttuosa.
Spostato poi da Augusta, vi rimase per lavori di manutenzione durati dal 15 giugno al 1º settembre. 
Il 15 settembre 1941 lasciò la base per disporsi in agguato al largo della Tunisia, nel canale di Sicilia, a contrasto di una formazione partita da Gibilterra e diretta in Mediterraneo orientale; sarebbe dovuto tornare alla base il 26 settembre, ma non fece mai ritorno: dopo essere partito non diede più notizie di sé.
Non risultando dalla documentazione inglese alcuna notizia di azioni antisommergibile svoltesi in quella zona e in quel periodo, l'ipotesi più probabile è che il sommergibile sia saltato su una mina fra il 16 ed il 26 settembre. 
Con lo Smeraldo scomparvero il comandante La Penna, 4 altri ufficiali e 40 fra sottufficiali e marinai.
Sino ad allora il sommergibile aveva effettuato 8 missioni offensive e 7 di trasferimento, percorrendo 8459 miglia in superficie e 1886 in immersione.